# くりクリミックス
『くりクリミックス』はフロム・ソフトウェアから2000年12月7日に発売されたPlayStation 2用ゲーム。ジャンルは「たすけあいアクション」。2007年6月28日にはニンテンドーDS用にリメイクされた『くりクリDS おたすけアイランド』が発売されている。また、2005年には本作のキャラクターを使用した携帯アプリのゴルフゲーム『くりクリゴルフ in コロコロアイランド』も配信された（2007年に配信終了）。

## 概要
本作の最大の特徴は、「二人のプレイヤーが一つのコントローラーを用いて遊ぶ」という独特のプレイ形式を採用していることである(二つのコントローラーで遊べるように設定を変更することも可能)。「たすけあいアクション」という独特のジャンル名のとおり、二人のプレイヤーがそれぞれのキャラクターを操作し、ステージに仕掛けられた様々な謎を協力して解いていくことになる。アクションだけでなくパズル要素も強いゲームである。一人のプレイヤーが両方のキャラクターを動かして遊ぶこともできるが、その場合、難易度は格段に上昇する。
また、それまでダークでリアルな世界観の、いわゆる「硬派」なゲームソフトを送り出し続けてきたことで知られていたフロム・ソフトウェアだったが、本作では一転して明るくコミカルな世界観でまとめられている。
『The Adventures of Cookie & Cream』というタイトルで海外版も発売された。

## ストーリー
ウサギ族の間に代々伝わり、年に一度開かれる「月の宴」の夜。しかし、おかしなことにその夜はいつまでたっても月が現れず、やむなく宴は中止となってしまいました。すっかり落ち込んだ気分で帰路につく、くりとクリーム。そのとき、二人の前に（どう見てもニワトリにしか見えない）神様の使いが現れ、二人に月が逃げ出してしまったことを告げました。月が戻ってこない限り「月の宴」が開かれることは無い…。神様の使いによって半ば無理やりに勇者に任命された二人は、月を探すために奇妙な島へと送り出されるのでした。

## 操作
PlayStation 2で標準付属コントローラーとなったデュアルショック2を左右に分け、L1・L2ボタンと左アナログスティックで1プレイヤーキャラクター「くり」を、R1R2ボタンと右アナログスティックで2プレイヤーキャラクター「クリーム」を操作する。アナログスティックはキャラクターの移動に使われ、L1・R1ボタンでジャンプ及び2段ジャンプ。L2・R2ボタンはその場面ごとに応じたアクションを実行する。

## ゲーム進行
1つのワールドは4つの通常ステージと1つのボスステージで構成されている。全てのステージを攻略すると新たなワールドが登場し、計7つのワールドを攻略すると最終ワールドに進めるようになる。
各ステージには制限時間があり、制限時間は敵や特定の障害物に接触したり落下したりすると消耗し、各所にある時計を入手すると時間が補充される。制限時間がなくなった場合はゲームオーバーとなる。ステージクリア時には残りの制限時間によってS・A・B・C・D・Eの6段階でランクが評価される。

### 通常ステージ
プレイヤーは各ステージを上方に向かって進み、制限時間内にステージ最奥部にあるゴールを目指すことになる。画面は左右に2分割され、左側を1プレイヤーが、右側を2プレイヤーが担当するのだが、ステージによってはお互いが左右入れ替わって進む場面もある。この時お互いのキャラクターが離れすぎていると画面中央に赤い縦ラインが発生し、このラインを乗り越えてしまうとミスとなり、制限時間を消耗してしまう。つまり、パートナーを置いて先行しすぎると攻略に支障をきたすようになっているのである。

### ボスステージ
各ワールドの最後に待ち構えているボスとは、たいていの場合何らかの制限を課せられた特殊な環境下で戦うことになる。攻撃を当てることでボスのライフを減らし、全てのライフを奪うことで勝利となる。ボスとの戦闘前にはCGによるムービーが挿入される。

## キャラクター
くり
主人公の一人。黄色い体のオトコウサギで年齢は10歳。ボーっとしていてマイペースな性格。海外版ではクッキー（cookie）と名前が改められている。得意な楽器はバンジョー。
クリーム
主人公の一人。ピンクの体のオンナウサギで年齢は11歳。スポーツ万能だが、やや乱暴な性格をしている。得意な楽器はマラカス。
トリ
ニワトリの姿をした神様の使いで、くりとクリームの二人を勇者に任命した。ゲーム中ではトリBLACKと共にヘルパーとして攻略のヒントを授けてくれる。本当はヘルパー業はとうの昔に引退していたのだが、月の失踪をうけてしぶしぶ復帰した。
トリBLACK
トリと共に攻略のヒントを与えてくれるヘルパー。口調は若々しいが実際にはかなり若作りをしている。トリと同じく隠居の身だったが、今回いやいやながらも復帰せざるを得なかったので助言はかなり大雑把。
月
今回の事件の元凶。「月の宴」の晩、自らの役目を放棄して逃げ出してしまった。何故逃げたのか、その理由は定かではない。

## その他
- 本作のスタッフロールにはデザイナーチームの名前欄にフロム・ソフトウェア代表取締役社長の神直利の名が記載されている。これは、今までのフロムの路線と全く違う本作のメインキャラクターのデザインに行き詰まったスタッフがその事を相談に行った際、社長がメモに書いた落書きがキャラクターの元になったから、というエピソードがある。
- 本作の雑誌広告は4コマ漫画の形式がとられていた。それらは現在、公式サイトで閲覧が可能。